# Wydział Biologii Uniwersytetu im. Adama Mickiewicza w Poznaniu

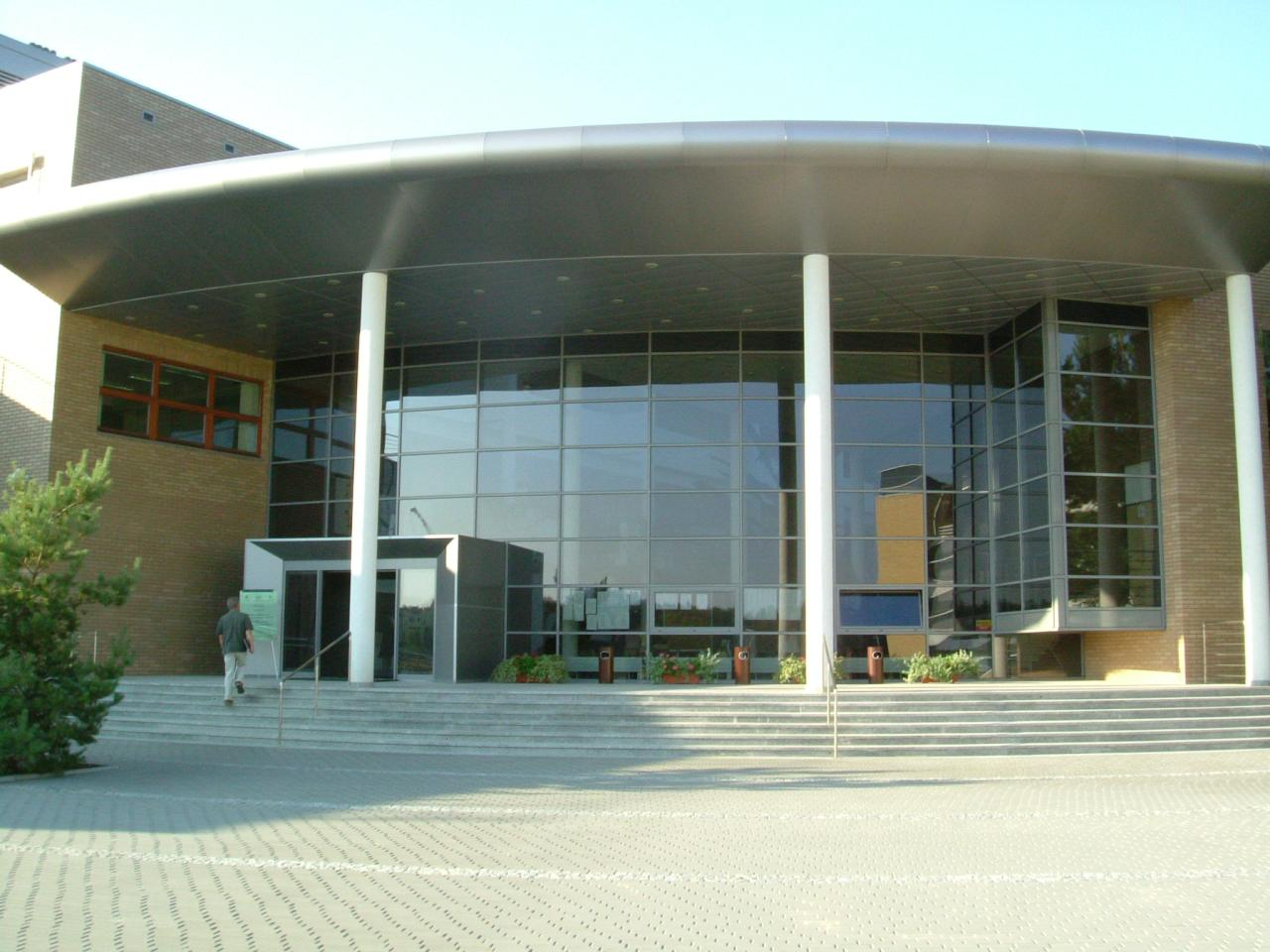
Wejście główne do Collegium Biologicum

Wydział Biologii Uniwersytetu im. Adama Mickiewicza w Poznaniu (WB UAM) – jeden z 21 wydziałów Uniwersytetu im. Adama Mickiewicza w Poznaniu. Kształci on studentów w dwóch trybach, na sześciu kierunkach zaliczanych do nauk biologicznych. Studenci mają do wyboru studia stacjonarne (dzienne) lub niestacjonarne (zaoczne). Miejscem, gdzie znajduje się  Collegium Biologicum, czyli siedzibą wydziału, jest kampus Morasko na osiedlu Umultowo.
W roku akademickim 2010/2011 na wydziale kształciło się 1 667 studentów, co daje mu dziesiąte miejsce wśród wydziałów uczelni.
W roku 2011 WB wraz z Instytutem Chemii Bioorganicznej PAN utworzył Poznańskie Konsorcjum RNA, które w roku 2014 na okres 5 lat uzyskało status Krajowego Naukowego Ośrodka Wiodącego, nadawany przez Ministerstwo Nauki i Szkolnictwa Wyższego.
Wydział dysponuje bardzo cennymi zbiorami przyrodniczymi.

## Poczet dziekanów
1. dr hab. Jan Strzałko (1984–1985)
2. prof. dr hab. Jacek Augustyniak (1985–1987)
3. prof. dr hab. Zdzisław Bogucki (1987–1992)
4. prof. dr hab. Janusz Piontek (1992–1996)
5. prof. dr hab. Kazimierz Ziemnicki (1996–2002)
6. dr hab. Andrzej Lesicki (2002–2008)
7. prof. dr hab. Bogdan Jackowiak (2008–2012)
8. prof. dr hab. Przemysław Wojtaszek (2012–2020)
9. dr hab. Beata Messyasz (od 2020)

## Władze Wydziału
W kadencji 2024–2028:
| Stanowisko                                        | Imię i nazwisko             |
| ------------------------------------------------- | --------------------------- |
| Dziekan                                           | dr hab. Beata Messyasz      |
| Prodziekan ds. nauki i współpracy międzynarodowej | prof. dr hab. Jakub Kosicki |
| Prodziekan ds. studenckich                        | dr hab. Anita Szwed         |
| Prodziekan ds. kształcenia                        | dr Agnieszka Cieszyńska     |
| Prodziekan ds. rozwoju                            | dr hab. Marek Żywicki       |

## Struktura organizacyjna

### Instytut Biologii i Ewolucji Człowieka
Dyrektor: prof. dr hab. Izabela Makałowska

### Instytut Biologii Eksperymentalnej
Dyrektor: prof. dr hab. Adam Kaznowski
- Zakład Biologii Komórki
- Zakład Botaniki Ogólnej
- Zakład Ekofizjologii Roślin
- Zakład Fizjologii i Biologii Rozwoju Zwierząt
- Zakład Fizjologii Roślin
- Zakład Genetyki
- Zakład Mikrobiologii
- Pracownia Wirusologii Molekularnej

### Instytut Biologii Molekularnej i Biotechnologii
Dyrektor: prof. dr hab. Krzysztof Sobczak
- Zakład Bioenergetyki
- Zakład Biologii Genomu
- Zakład Biologii Molekularnej i Komórkowej
- Zakład Biologii Obliczeniowej
- Zakład Ekspresji Genów
- Pracownia Biochemii RNA
- Pracownia Biotechnologii
- Pracownia Genetyki Molekularnej Człowieka

### Instytut Biologii Środowiska
Dyrektor: prof. dr hab. Jacek Dabert
- Zakład Biologii i Ekologii Ptaków
- Zakład Ekologii Behawioralnej
- Zakład Ekologii Roślin i Ochrony Środowiska
- Zakład Hydrobiologii
- Zakład Morfologii Zwierząt
- Zakład Ochrony Wód
- Zakład Taksonomii i Ekologii Zwierząt
- Zakład Taksonomii Roślin
- Zakład Zoologii Ogólnej
- Zakład Zoologii Systematycznej
- Pracownia Aeropalinologii
- Pracownia Biologii Ewolucyjnej
- Pracownia Ekologii Populacyjnej

### Jednostki ogólnowydziałowe
| Jednostka                                            | Kierownik                         |
| ---------------------------------------------------- | --------------------------------- |
| Laboratorium Aerobiologii                            | dr hab. Łukasz Grewling           |
| Laboratorium Biologicznych Informacji Przestrzennych | dr Maciej Nowak                   |
| Laboratorium Dydaktyki i Ochrony Przyrody            | dr hab. Rafał Bernard             |
| Laboratorium Fitotronowe                             | dr hab. Tomasz Wyka               |
| Laboratorium Izotopowe                               | dr hab. Renata Rucińska-Sobkowiak |
| Laboratorium Mikroskopii Elektronowej i Konfokalnej  | dr hab. Sławomir Samardakiewicz   |
| Laboratorium Technik Biologii Molekularnej           | dr hab. Mirosława Dabert          |
| Laboratorium Technologii Wysokoprzepustowych         | prof. dr hab. Joanna Wesoły       |
| Zbiory Przyrodnicze                                  | prof. dr hab. Jerzy Błoszyk       |

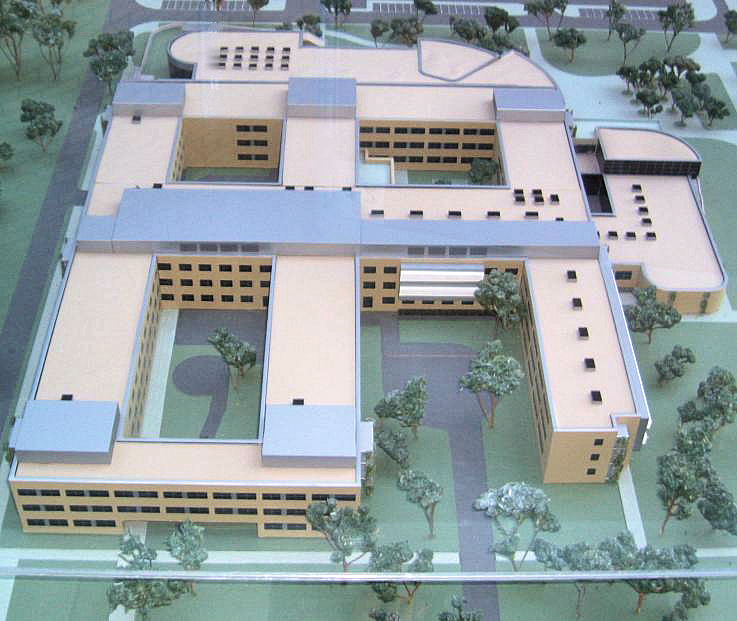
Makieta wydziału
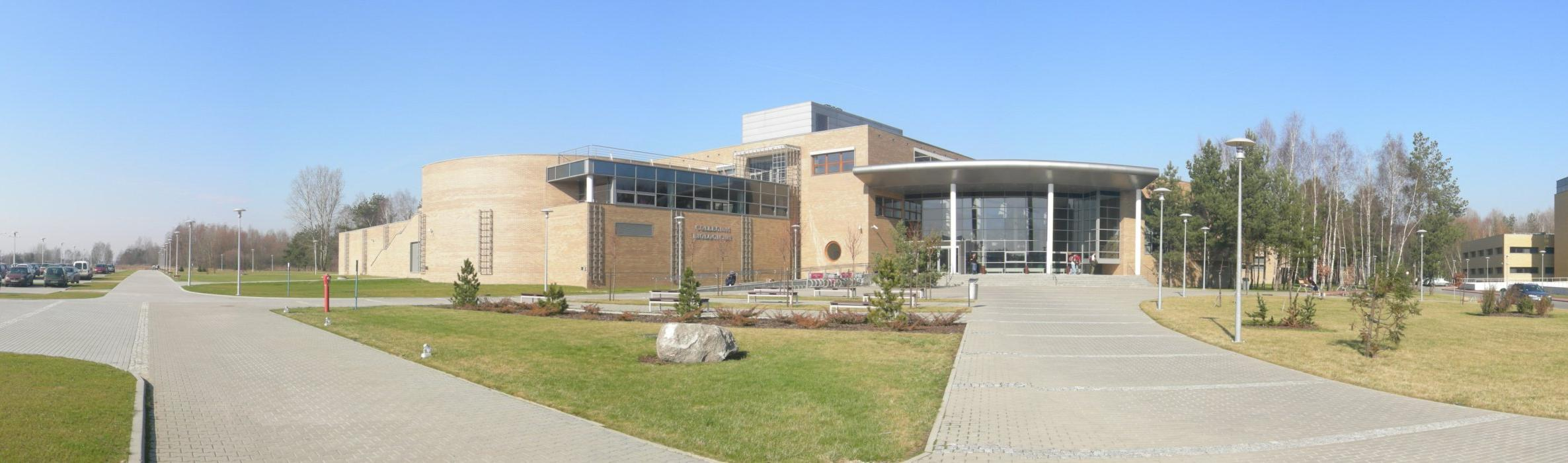
Wejście główne
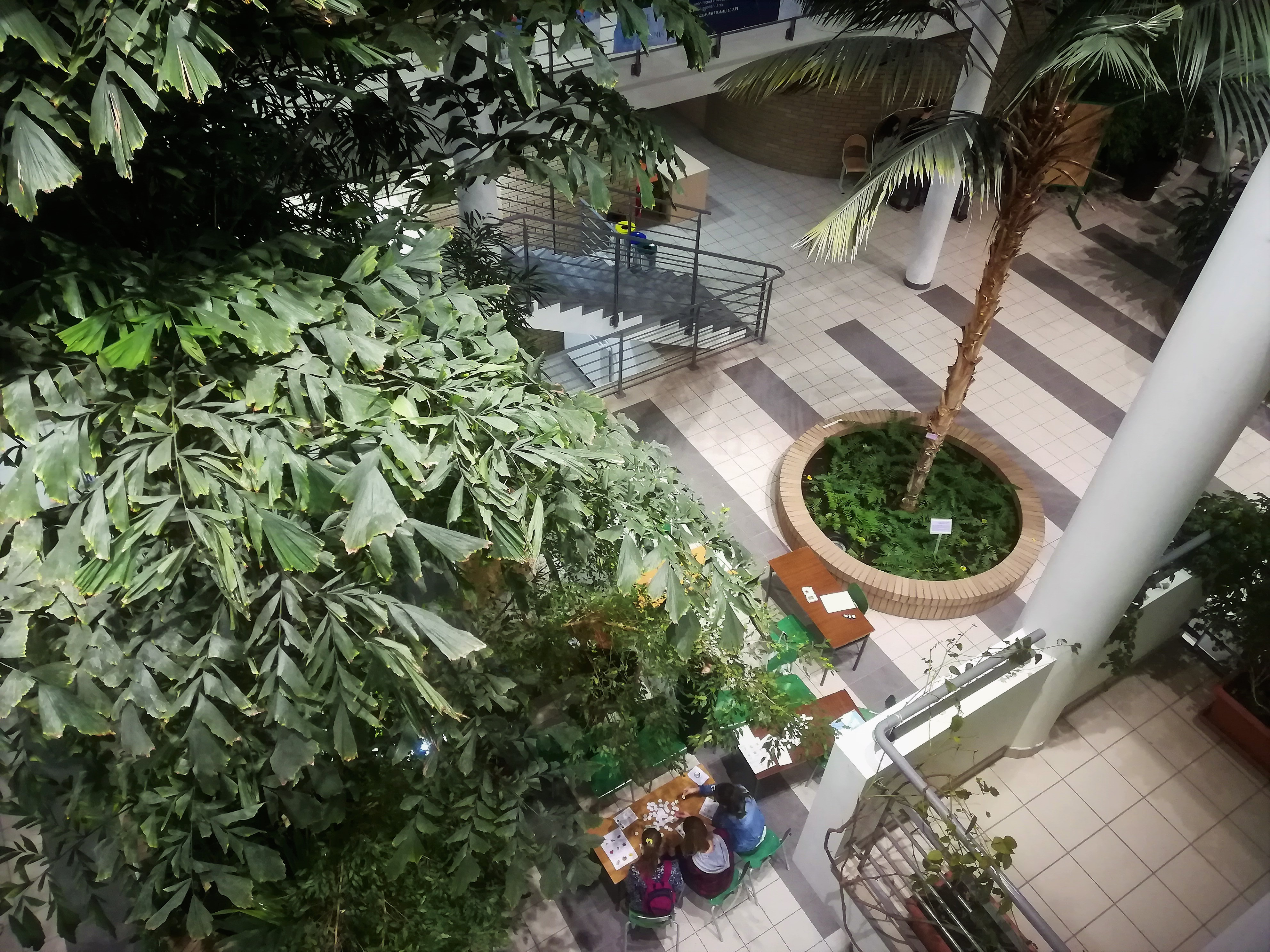
Wnętrze